# Carlos Avendaño Ortúzar
Carlos Santiago Avendaño Ortúzar (Santiago, 1 de junio de 1921-Erina, Nueva Gales del Sur, 13 de septiembre de 2002) fue un ingeniero agrónomo y político del Partido Nacional (PN). Fue elegido diputado en 1969, cargo que perdió en 1971 tras emigrar hacia Australia luego de la elección presidencial de Salvador Allende.

## Biografía
Hijo de Carlos Avendaño Donoso y Carmen Ortúzar Baeza. Contrajo matrimonio el 8 de septiembre de 1947 con María Elena García Huidobro y tuvo diez hijos.
Realizó sus estudios primarios y secundarios en el Liceo de Los Andes y los terminó en la Escuela Militar. Posteriormente, ingresó a la Facultad de Agronomía de la Universidad Católica, donde se tituló de ingeniero agrónomo en 1944.
Ejerció su profesión en forma particular en Los Andes y Rengo, entre los años 1944 y 1960. En 1961 trabajó como concesionario de INSA, Industria de Neumáticos S.A., en Linares y se desempeñó en el comercio de repuestos motorizados. Asimismo, se dedicó a la explotación de la hacienda "Esmeralda" ubicada en Rosario.

### Carrera política
Inició sus actividades políticas en 1966 al integrarse al recientemente fundado Partido Nacional donde ocupó el cargo de presidente provincial en Linares a partir del mes de junio de ese mismo año. En 1969 fue elegido como diputado por la Decimocuarta Agrupación Departamental "Linares, Loncomilla y Parral", período 1969 a 1973. Integró la Comisión Permanente de Defensa Nacional; y la de Educación Física y Deportes.
El 24 de octubre de 1970, tras el triunfo de Salvador Allende y de la Unidad Popular en la elección presidencial, Avendaño dejó Chile y se autoexilió en Australia, operando una estación de gasolina Esso en Sídney. Al tratarse de un viaje no autorizado por el Congreso y al extenderse por más de un año —tiempo en el cual cobró su salario de octubre, noviembre y diciembre de 1970 sin haber asistido a las sesiones de la Cámara de Diputados—, se declaró su puesto como vacante el 25 de octubre de 1971, siendo notificado el presidente de la República de aquella situación el 3 de noviembre. De acuerdo a lo establecido por la Constitución de 1925, dicho escaño debía ser completado por una elección complementaria, la que se fijó para el 16 de enero de 1972; en aquellos comicios la victoria fue para Sergio Diez (PN), quien superó a la candidata de la Izquierda Cristiana, María Eliana Mery.
Falleció en Erina, estado de Nueva Gales del Sur, Australia, el 13 de septiembre de 2002.